# تالار کنسرت آمستردام

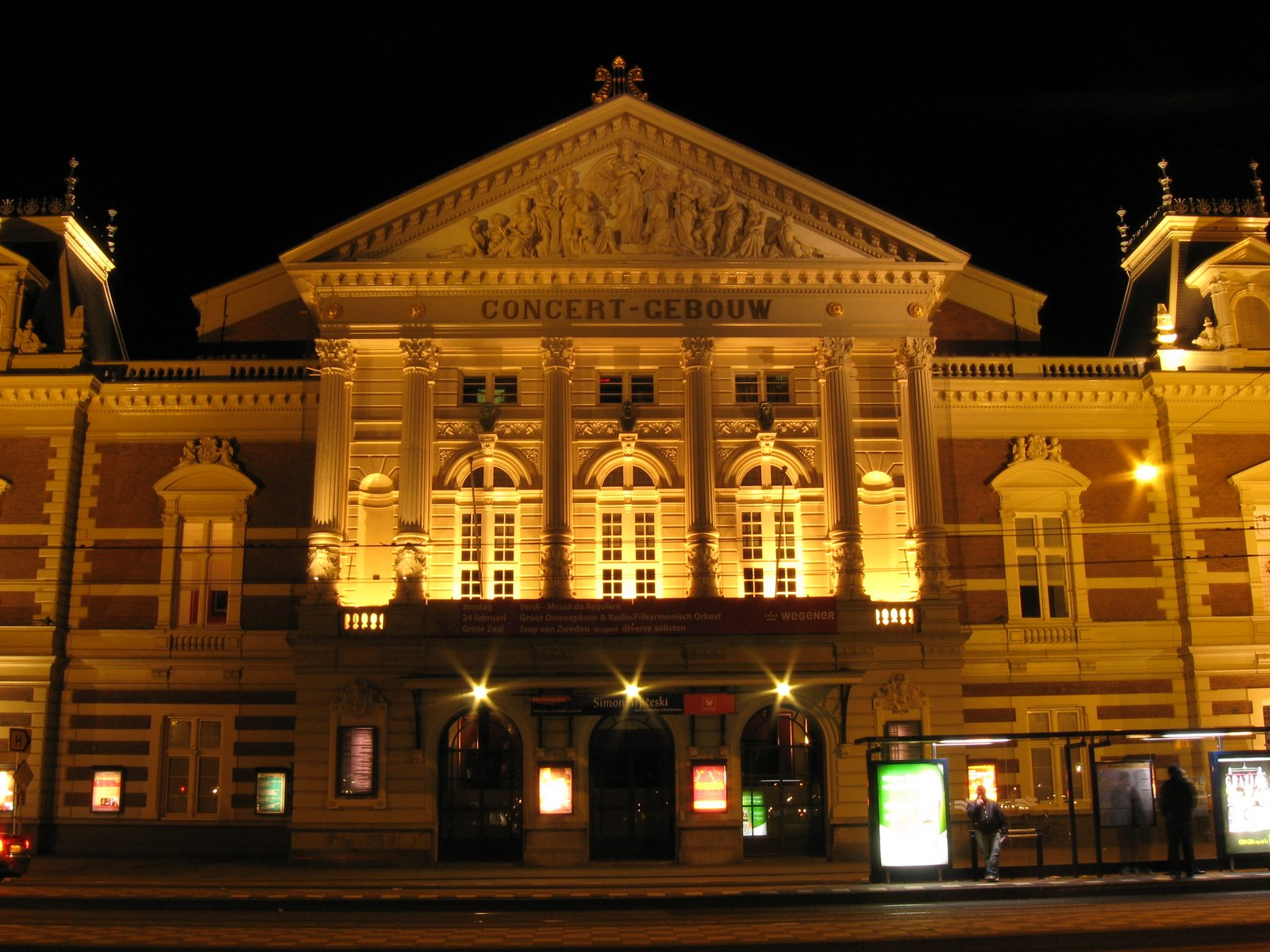
تالار کنسرت آمستردام

تالار کنسرت آمستردام (به هلندی: Concertgebouw، تلفظ: کُنسرت‌خِباؤ، معنی: ساختمان کنسرت) یکی از مشهورترین تالارهای کنسرت در جهان است. این تالار در آمستردام، پایتخت هلند واقع شده است.
تالار کنسرت آمستردام، به دلیل کیفیت آکوستیکیِ خود، همراه با تالار سمفونی بوستون و تالار موزیک فراین در وین جزو سه تالار برتر موسیقی در جهان به‌شمار می‌رود.
تالار کنسرت آمستردام در میدان موزه (موزئوم‌پلَین) در قلب آمستردام قرار دارد که موزهٔ دولتی هلند، موزهٔ ونگوگ و موزهٔ هنر ژاپن نیز در همان منطقه است.

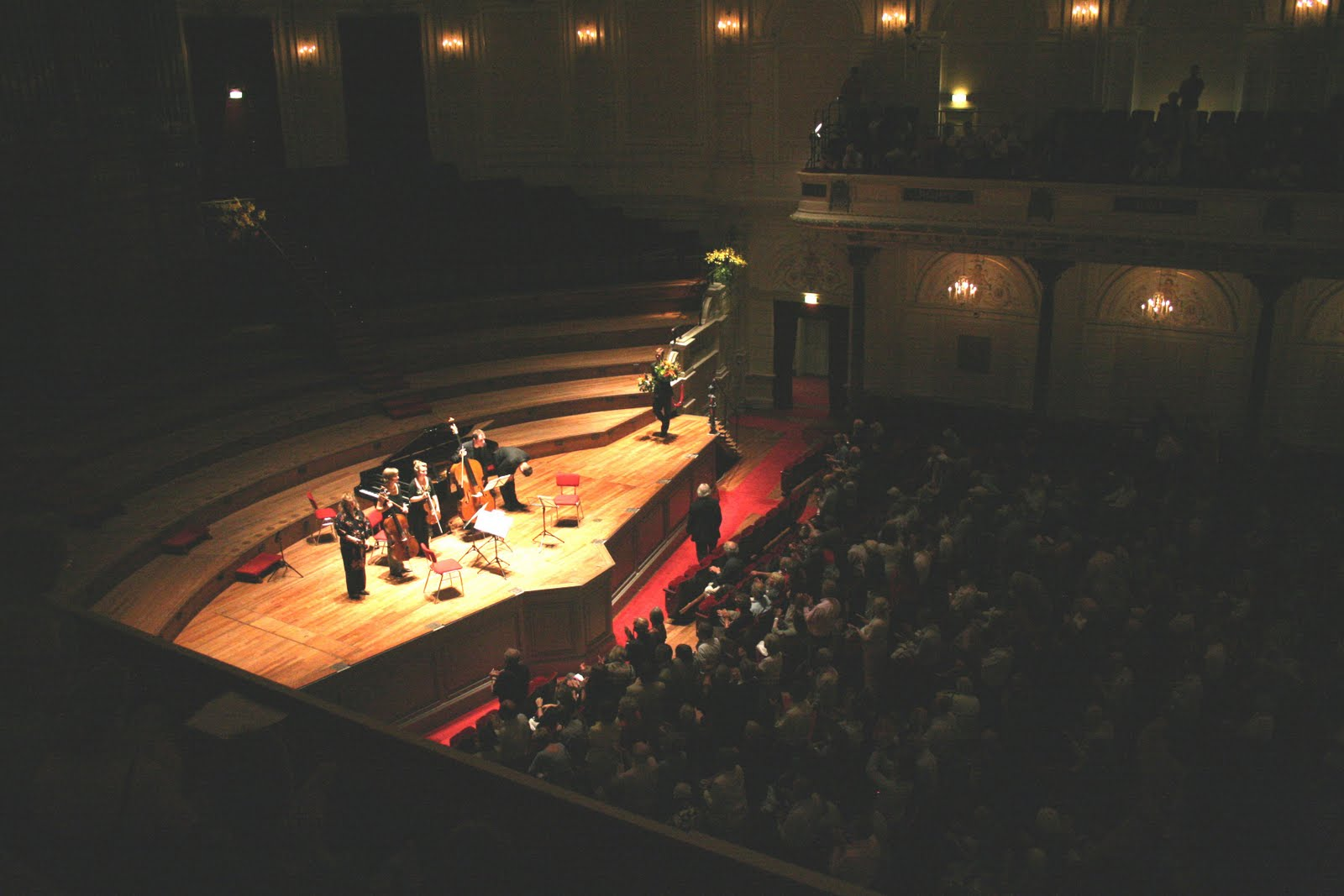
صحنهٔ تالار کنسرت

تالار کنسرت آمستردام در سال ۲۰۰۶ به‌عنوان تالاری شناخته شد که بیشترین تعداد جمعیت برای حضور در کنسرت به آن رفته‌اند.
این تالار دارای یک ارکستر بزرگ به نام «ارکستر سلطنتی کنسرت‌خباؤ» است که برخی از رهبران دنیا با آن کنسرت داده‌اند. رهبر کنونیِ این ارکستر ماریس یانسون است که از سال ۲۰۰۴ رهبری ارکستر را در دست دارد.